# Hrabstwo Panola (Missisipi)
Hrabstwo Panola (ang. Panola County) – hrabstwo w stanie Missisipi w Stanach Zjednoczonych. Obszar całkowity hrabstwa obejmuje powierzchnię 705,13 mil² (1826,28 km²). Według szacunków United States Census Bureau w roku 2009 miało 35 245 mieszkańców.
Hrabstwo powstało w 1836 roku.

## Miejscowości
- Batesville
- Como
- Courtland
- Crenshaw
- Pope (wieś)
- Sardis[4].

| Populacja hrabstwa w poprzednich latach | Populacja hrabstwa w poprzednich latach |
| Rok                                     | Liczba ludności                         |
| --------------------------------------- | --------------------------------------- |
| 1980                                    | 28 321                                  |
| 1990                                    | 29 996                                  |
| 2000                                    | 34 274                                  |
| 2005                                    | 35 331                                  |